# Mangiacristiani
Venne assegnato il soprannome (blasone popolare) di mangiacristiani agli abitanti di San Giorgio Canavese da quelli di San Giusto Canavese all'inizio del XIX secolo durante le cosiddette "Lotte per l'Indipendenza" del Gerbo Grande (il futuro San Giusto) da San Giorgio.
Il termine prende spunto dalla vicenda del macellaio Giorgio Orsolano più noto come la "Jena di San Giorgio". Orsolano, condannato a morte nel 1835 per impiccagione in seguito all'uccisione di tre ragazzine che aveva prima violentato e delle quali aveva depezzato i cadaveri per far credere che fossero state vittima di qualche animale selvatico. 
La voce popolare, in seguito, lo accusò di aver confezionato salami con le carni delle sue vittime (giovani donne oppure, secondo altre versioni, bambini).
Queste vicende, tramandate oralmente dagli abitanti del Canavese, trovano riscontro nell'archivio di Stato dove è conservata la sentenza di morte e nel Museo di antropologia criminale di Torino dove si trova un calco della testa di Giorgio Orsolano.